# الجبهة الديمقراطية المتحدة (جنوب السودان)
الجبهة الديمقراطية المتحدة (بعربية جوبا: جبهة الديمقراطية المتحدة) هي حزب سياسي في جنوب السودان يقوده بيتر عبد الرحمن صولي. الحزب ممثل في المجلس الوطني السوداني والمجلس التشريعي الوطني لجنوب السودان، حيث يشغل أربعة مقاعد.
تأسس حزب الجبهة الديمقراطية المتحدة في عام 2002 على يد بيتر عبد الرحمن صولي. لقد كان حزب المعارضة الرئيسي في البلاد منذ حصول جمهورية جنوب السودان على استقلالها في عام 2011. ما يزال الحزب ثاني أكبر حزب سياسي في البلاد بعد الحركة الشعبية لتحرير السودان، الحزب الحاكم في البلاد منذ عام 2005.
في عام 2011، اعتقلت حكومة الحركة الشعبية صولي. وظل رهن الاعتقال لمدة عامين دون محاكمة. في أكتوبر 2013، أُطلق سراحه بموجب عفو رئاسي أصدره رئيس جمهورية جنوب السودان سلفا كير ميارديت. عندما اندلع النزاع في ديسمبر 2013، تم التوقيع على اتفاقية تُعرف باسم اتفاقية حل النزاع في جمهورية جنوب السودان 2015 بين الحركة الشعبية لتحرير السودان في المعارضة، وحزب GRSS، والمحتجزين السابقين والأحزاب السياسية الأخرى. لم يصمد هذا الاتفاق طويلًا وعادت البلاد إلى الحرب مرة أخرى في يوليو 2016.
خلال مفاوضات 2014-2015، قدم حزب الجبهة الديمقراطية المتحدة عبر البريد الإلكتروني إلى المبعوث الخاص للهيئة الحكومية الدولية المعنية بالتنمية، موقفه بشأن كيفية حل النزاع في البلاد. لقد ردت الحكومة بمصادرة جواز سفر رئيس الحزب. كما لم تسمح له بالسفر إلى أديس أبابا لحضور مفاوضات السلام. عرّضت الوثيقة حياة سولي للخطر، حيث كانت كل من الحكومة والمعارضة الرئيسية (الحركة الشعبية لتحرير السودان - في المعارضة) غير راضين عن ذلك.
في فبراير 2014، عَين سولي بونا دينج لورانس نائبه وأعفى سيباستيان أوتشان كيش من منصبه كنائب للرئيس. جاءت هذه التغييرات بسبب قيادة أوتشان الضعيفة. تم إثبات ذلك عندما اختبأ أوتشان في عام 2011، مباشرة بعد اعتقال الرئيس سولي.
بعد إعفائه من منصب نائب الرئيس، أعلن أوتشان نفسه بشكل غير قانوني رئيسًا موازيًا للحزب. أضر هذا العمل بسمعة الحزب وأثر سلبًا على تركيز الحزب وأدائه في القضايا الوطنية. وفي 31 ديسمبر 2014، هرب سولي إلى أوغندا، طالبًا اللجوء السياسي، الذي مُنح له ولأفراد أسرته.
في يوليو 2015، انتشرت أخبار اغتياله في جميع أنحاء مجموعة دول شرق إفريقيا ودور الإعلام الدولية وكذلك وسائل التواصل الاجتماعي. شاركت الجبهة الديمقراطية المتحدة بقيادة لورانس في مفاوضات السلام لعام 2018 في كل أديس أبابا في إثيوبيا، وبالخرطوم في السودان. أسفرت هذه المفاوضات عن توقيع الاتفاقية المجددة لحل النزاع في جمهورية جنوب السودان في سبتمبر 2018.